# Ewald von der Osten-Sacken

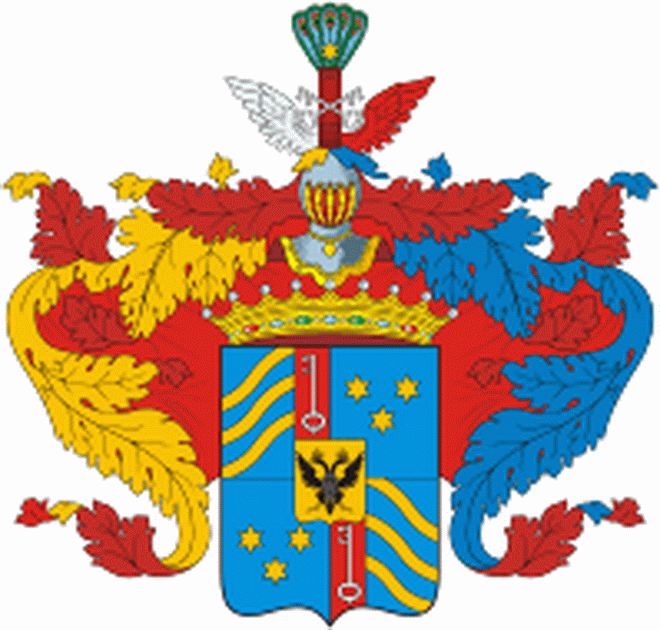
Wappen der Adelsfamilie „von der Osten-Sacken“

Ewald von der Osten-Sacken  (* vor 1682; † 28. Juli 1718) war Kanzler im Herzogtum Kurland und Semgallen, Mitglied des herzoglichen Oberrates und Landrat von Pilten. Er stammte aus dem deutsch-baltischen Adelsgeschlecht der von der Osten-Sacken.

## Leben
Ewald studiert um 1682 an der Universität Königsberg, nach seinem Studium schlug er eine politische Laufbahn ein. Von 1709 bis 1718 war er kurländischer Kanzler und ab 1710 auch piltenscher Landrat. Ab 1714 fungierte er ebenso als Landrat der Ämter Piltene und Dondangen in Kurland.

## Familie und Herkunft
Die Adelsfamilie von der Osten-Sacken war ein pommersches Adelsgeschlecht, welches dem niedersächsischen Uradel entstammte und mit dem Zweig Osten-Sacken dem baltischen Adel angehörte. Seine Eltern waren der Kammerherr Johann Ulrich Freiherr von der Osten-Sacken (1630–1701), königlich piltenscher Landrat und Erbherr auf Bathen und Lehnen und Sophie Hedwig, geborene von der Recke aus dem Hause Blieden († 1680). Sein Bruder war der Oberst (Landgrafschaft Hessen-Kassel) Johann Ulrich von der Osten (1674–1731), der mit Benigna Elisabeth von Fircks (1694–1734) verheiratet war. Dessen Sohn war Carl Fürst von der Osten gen. Sacken (1726–1794). Seine Schwester Anna Sibylla war mit Dietrich Maydell dem Erbherren auf Dondangen (Dundaga) verheiratet, sie vererbte Schloss Dundaga an Carl.

## Schloss Dundaga

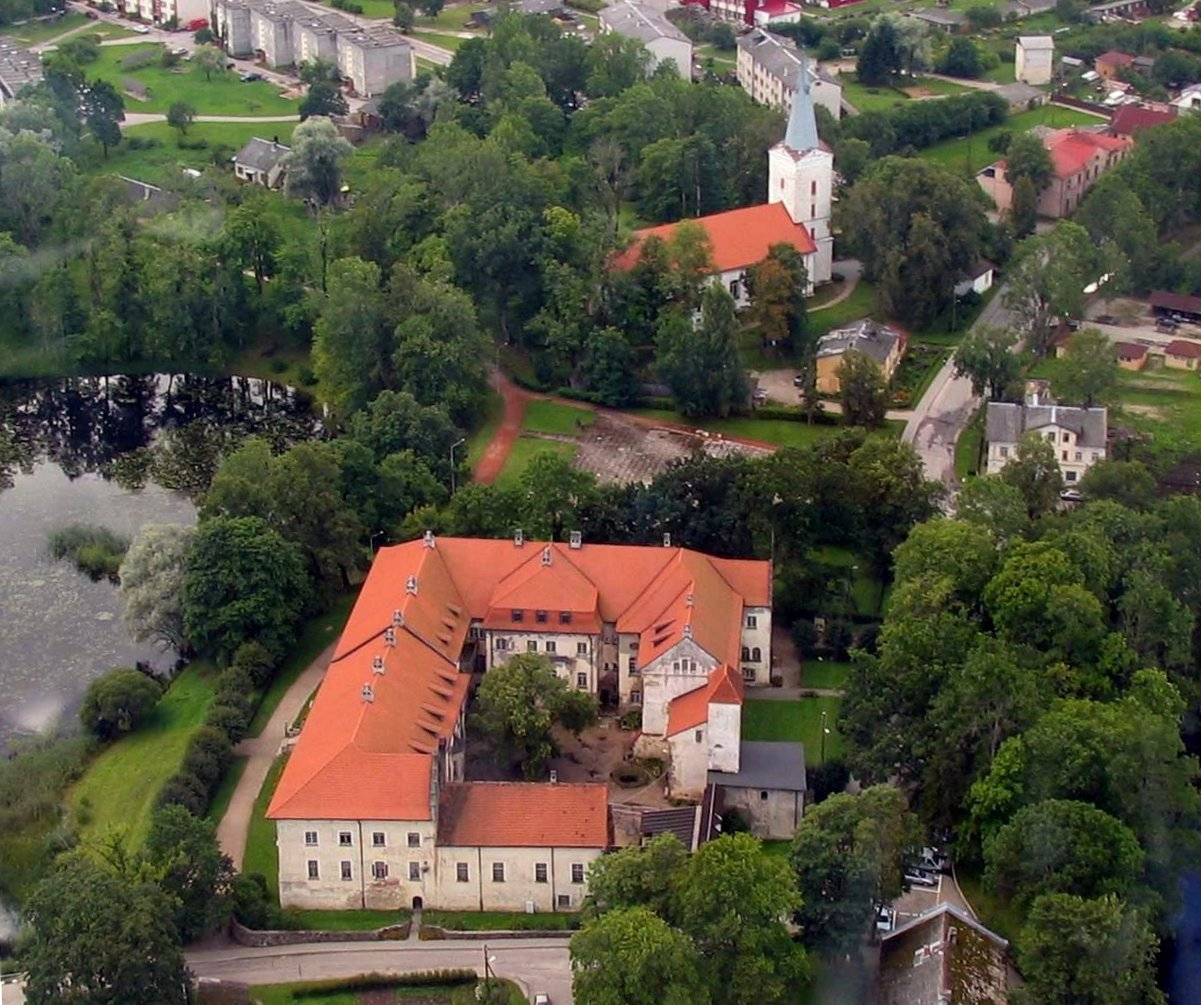
Schloss Dondangen (Dundaga)

Das Ritterschloss Dondangen, auch als Schloss Dundaga bekannt, war zunächst im Besitz des Erbherren Diedrich Maydell, der mit Anna Sybilla von der Osten-Sacken verheiratet war. Sie war die treibende Kraft für den Auf-, Um- und Ausbau des Schlosses. Da die Ehe kinderlos blieb, vererbte die Witwe Anna Sybilla das Gut mit dem Schloss an ihren Neffen Fürst Carl. Durch ihn wurden ein weiterer Umbau und eine Vergrößerung eingeleitet. 1766 erfolgte der Bau einer steinernen Kirche (hölzerne Kirchen waren üblich). Während der Revolution 1905 wurde das Gebäude niedergebrannt. Nach den Entwürfen des Architekten H. Pfeiffer erfolgte 1909 ein Wiederaufbau. Seit 1926 wurde das Schloss als Schule sowie als Verwaltungsgebäude genutzt.